# Szalay Marianna
Szalay Marianna (Budapest, 1972. augusztus 9. –) magyar színésznő.

## Életpályája
Gimnáziumi tanulmányait a kispesti Landler Jenő Gimnáziumban (mai nevén: Kispesti Deák Ferenc Gimnázium) és a Kossuth Lajos Gimnáziumban végezte. A budapesti Színház- és Filmművészeti Egyetemen végzett 1994-ben. 1993–1994 között a budapesti Budapesti Katona József Színházban volt egyetemi gyakorlaton. 1994–1999 között az Új Színház tagja volt. 1999–2000 között a Szegedi Nemzeti Színház művésze volt. 2000–2002 között Szolnokon lépett fel. 2002–2009 között a Nemzeti Színház tagja volt. Jelenleg szabadúszó színész.

## Vendégszereplései
- Csokonai Színház – Debrecen
- Budapesti Kamaraszínház – Budapest
- Katona József Színház – Budapest
- Merlin Nemzetközi Színház – Budapest
- MU Színház – Budapest
- Nemzeti Színház – Budapest
- Ódry Színpad – Budapest
- Piccolo Színház – Budapest
- Szigligeti Színház – Szolnok
- Thália Színház – Budapest
- Trafó – Budapest
- Új Színház – Budapest
- Zsámbéki Színpad – Zsámbék
- Zsinagóga – Pécs
- Fészek Színház – Budapest

## Fontosabb színházi szerepei
A Színházi adattárban regisztrált bemutatóinak száma: 17.
- Anna (Márai Sándor: Kaland)
- xxx (Elfriede Jelinek: Kézimunka)
- Blanche (Tennessee Williams: A vágy villamosa)
- Ines (Jean-Paul Sartre: Zárt tárgyalás)
- Feleség (Egressy Zoltán: Portugál)
- Léna (Száger Zsuzsanna: Fellebbezés)
- Nyoszolyólány (William Burroughs-Tom Waits-Robert Wilson: The Black Rider)
- Hella (Mihail Afanaszjevics Bulgakov: A Mester és Margarita)
- Anitra (Henrik Ibsen: Peer Gynt)
- Ida (Szomory Dezső: Györgyike, drága gyermek)
- Aranka, Solmayék gyermeke (Csiky Gergely: Buborékok)
- Cluvia, Kéjhölgy (Madách Imre: Az ember tragédiája)
- Berta (Bíró Lajos: Sárga liliom)
- Antigoné (Szophoklész: Oidipusz)
- Andromaché (Racine: Andromaché – tanulmány)
- Szilvia (McDermot-Guare-Shapiro: Veronai fiúk)
- Erika (Németh Ákos: Müller táncosai)
- Nyina (Csehov: Sirály)
- Charlotte (Molière: Don Juan)
- Tünde (Vörösmarty Mihály: Csongor és Tünde)
- Címszerep (Parti Nagy Lajos: A test angyala)
- Madelaine (Cocteau: Rettenetes szülők)
- Helga (Darvasi László: Bolond Helga)
- Laura (Drzic: Dundo Maroje)
- Lisbeth (Jepsen: Papagájok)
- Vica (Németh László: Bodnárné)
- Szonja (Dosztojevszki: Bűn és bűnhődés)
- Nő (Roland Schimmelpfennig: Push Up)
- Gerda (Cziczó Attila: Halhatatlan)

## Fontosabb filmszerepei
- Brazilok (film, 2017) Törzsőrmester; rendező: Rohonyi Gábor, M. Kiss Csaba
- Hacktion: Újratöltve (sorozat, 2013) – Lídia; rendező: Fonyó Gergely
- Team Building (film, 2009) - Rita; rendező: Almási Réka
- Budakeszi srácok (film, 2006) – Szikszainé; rendező: Erdős Pál
- Üvegfal (film, 2005) – Ágnes; rendező: Erdős Pál
- Morfium (TV film, 2005); rendező: András Ferenc
- Jóban Rosszban (tv-sorozat, 2005, 2012-2013, 2016) Fehér Zsuzsanna/Czakó Mariann; rendező: Zilahy Tamás
- Telitalálat (film, 2003) – Rózsika; rendező: Kardos Sándor
- Szent Iván napja (film, 2003) – Színésznő; rendező: Meskó Zsolt
- Chacho Rom (film, 2002) – Jozefin; rendező: Szabó Ildikó
- A Hídember (film, 2002) – Metternichné; rendező: Bereményi Géza
- Egy hét Párizsban (TV film, 2001) – Anya; rendező: Erdős Pál
- Se kép, se hang (kísérleti film, 2000); rendező: Xantus János
- Kisváros (tv-sorozat, 1995-2000) – Rendőrnő/Farkas Edit; rendező: Fazekas Lajos, Payer Róbert
- Szomszédok (tv-sorozat, 1990–1999) – Terhes nő; rendező: Horváth Ádám
- Egy lovag Camelotban (film, 1998) – Ceremónia felelős; rendező: Ralph L. Thomas
- A bukás (film, 1998) – Pincérnő; rendező: Andrew Piddington
- A Szórád-ház (tv-sorozat, 1997) – Irén; rendező: Mihályfi István
- Csajok (film, 1996) – Barbara; rendező: Szabó Ildikó